# Cerveza Victoria

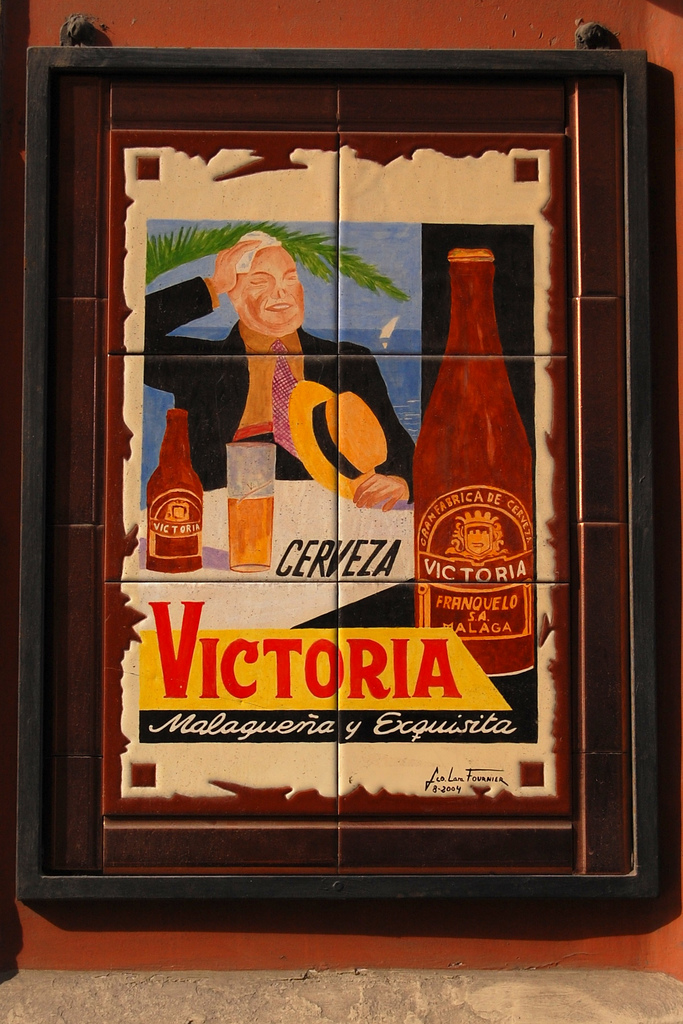
Anuncio de Victoria

Victoria es una empresa de cerveza lager fundada en 1928 por Luis Franquelo Carrasco en Málaga, España. En 2001 fue adquirida por el grupo catalán Damm. Ha estado históricamente ligada a esta ciudad y su idiosincrasia, algo que queda reflejado en su eslogan «Malagueña y Exquisita».

## Historia
Fue fundada en Málaga, España, por Luis Franquelo Carrasco el 8 de septiembre de 1928, festividad de la Virgen de la Victoria, de la que toma su nombre. Su primera factoría estuvo ubicada en el barrio de El Perchel. Esta fábrica, con 85 trabajadores y el maestro cervecero alemán Henrich Dietz, tenía una capacidad de producción diaria de 15 000 litros que se distribuían en Andalucía y en el vecino país de Marruecos.
Durante la guerra civil española, se atacó a varias industrias de Málaga, entre ellas, Cerveza Victoria. Afortunadamente, los daños en la maquinaria y recursos de la fábrica no fueron importantes, aunque sí provocaron el cierre provisional de la misma. En febrero de 1937 la fábrica pudo retomar su actividad. Y será a partir de esos años cuando empieza para la producción de Cerveza Victoria una etapa prolífera con Antonio Ranea, antiguo maestro cervecero de la cervecera competidora, La Mediterránea, como encargado de las bodegas (durante la Guerra Civil el maestro cervecero, Henrich Dietz, se había marchado a su país de origen, Alemania).
En el año 1952 se acuña el eslogan "Malagueña y exquisita", que aún a día de hoy sigue apareciendo en los envases de la marca y según afirma la cervecera "resume el alma de esta cerveza: orgullosa de ser malagueña y elaborada cuidadosamente mediante el proceso tradicional de maduración lenta, que asegura su sabor."
En 1958, aparece por primera vez un cartel publicitario que mostraba al "alemán de la Victoria": un hombre calvo, típico turista alemán de la época, sentado en una mesa con un sombrero panamá en la mano que se seca el sudor de la cabeza mientras sonríe. Sobre la mesa, un gran vaso de cerveza y el eslogan de la marca. Este personaje surgió por inspiración de don Luis Franquelo a principios de los años 40, antes de su muerte en 1946. Luis buscaba un elemento que todo el mundo recordara y encontró la inspiración en uno de sus tantos viajes a países como Dinamarca o Italia. Esta imagen se convirtió en todo un icono de la ciudad, alcanzando gran popularidad en la década de 1960 y durante el boom turístico en la Costa del Sol.
En el 1968 la fábrica tuvo que trasladarse del Perchel al polígono Intelhorce debido a la obra de ampliación de la Alameda principal de Málaga. Esta fábrica, por indicación del Ministerio de Industria debía asumir una producción mínima, por lo que en torno a 1970, vendía aproximadamente la mitad de la capacidad de la que disponía, encontrándose el 50 % de la fábrica totalmente desaprovechada. Este inconveniente junto con la aparición de un nuevo competidor local, Cervezas Costa del Sol, y el auge de las marcas nacionales provocaron su venta a Cervezas Santander en el año 1972.
A comienzos de la década de 1990, Cerveza Victoria fue comprada por el Grupo Cruzcampo. En 1996 se decide cerrar la planta de Málaga, lo que llevó a la práctica desaparición de la marca. Más adelante, en 1999, el Grupo fue absorbido por Heineken International. La Comisión Nacional de la Competencia obligó a este a deshacerse de algunas marcas y en 2001 Victoria fue adquirida por el grupo Damm, volviendo a comercializarse años después.
Antes del año 2007, la cerveza Victoria solo se comercializaba en supermercados, hasta su nuevo lanzamiento en barriles y botellines de tercio. 
El 7 de septiembre de 2017, en vísperas de su 89 aniversario, Victoria inauguraría una nueva fábrica de 3374 metros cuadrados en el polígono industrial Guadalhorce de Málaga. En este espacio se realizan visitas guiadas para conocer el proceso de elaboración, envasado, historia de la marca y catas de sus distintas cervezas. Asimismo, este espacio acoge diferentes actividades culturales celebradas en la localidad de Málaga, como ciclos de conciertos, monólogos, formaciones, etcétera. 
En 2021 y a raíz de la Eurocopa 2020, Victoria se convierte en patrocinador oficial de la selección española de fútbol.
En agosto de 2023 tras la victoria de la selección española en la Copa Mundial de Fútbol Femenino y el Caso Rubiales en un comunicado lamentó la polémica y manifestó el «total apoyo a las jugadoras y a los valores de esfuerzo y compromiso deportivo y humano ejemplar que han demostrado».

## Nota de cata
La cerveza Victoria se elabora mediante un proceso tradicional de maduración lenta, con un mínimo de dos semanas de guarda. De color dorado brillante, con "densas notas de cereales tostados", cuerpo generoso y refrescante textura, cuenta con un grado de alcohol de 4,8% y se recomienda consumirla entre 4 y 6 °C.

## Cervezas
Tras la apertura de su fábrica ubicada en avenida Velázquez, 215, de Málaga, Cerveza Victoria ha desarrollado diferentes ediciones limitadas y nuevas marcas inspiradas en la provincia de Málaga:
- Victoria Málaga: Cerveza clásica de la marca. Elaborada mediante un proceso de maduración lenta, con dos semanas de guarda.
- Victoria Sin Alcohol: Cerveza desalcoholizada mediante un proceso de centrifugación y la posterior recuperación de los aromas naturales de la cerveza.
- Victoria Pasos Largos: Cerveza con limón. Su nombre hace referencia al último bandolero conocido de España: Pasos Largos.
- Victoria Marengo: Cerveza negra. Marengo es la palabra con la que se conoce en Málaga las personas dedicadas a los oficios del mar.
- Victoria Malacatí: Cerveza de trigo. Su nombre designa en Málaga a la persona valiente o atrevida. En la etiqueta observamos a una escaladora ubicada en el Caminito del Rey.
- Victoria Vendeja: Cerveza India Pale Ale (IPA) con aromas afrutados a mango y cítricos. Su nombre define el momento del año en que los cultivos malagueños eran preparados para exportar, y a las faeneras que los preparaban en el puerto.
- Victoria Bocoy: Cerveza prémium de edición limitada, madurada con virutas de roble francés.
- Victoria 0,0 Tostada: Cerveza 0,0 con maltas tostadas.

## Cerveza Victoria en el cine
Cerveza Victoria aparece en el largometraje El Camino de los Ingleses dirigido por Antonio Banderas en 2006 y cuyo rodaje y ambientación se desarrolla en la ciudad de Málaga en los años 70.
También aparece en la película Como Dios manda de 2023. Película ambientada y rodada en Málaga y donde en varias situaciones se muestra la marca de cerveza Victoria en las escenas.